# Розама превосходная
Розама превосходная (лат. Rosama ornata) — бабочка из семейства Хохлатки. Единственный представитель олиготипического реликтового рода в фауне России.

## Описание
Длина переднего крыла 20-21 мм. Размах крыльев 40-44 мм. Передние крылья широко треугольные, с заметной округлой выемкой и двумя бурыми чешуйчатыми хохолками по заднему краю.
Основной фон передних крыльев красновато-бурый. По основному фону интенсивное напыление из красно-коричневых чешуек у вершины и белёсых чешуек в нижней половине наружного края. В этой же области крыла находится фрагмент подкраевой линии в виде бледно-коричневых дужек между жилками, едва заметных на светлом фоне.
Рисунок образован более или менее длинным дымчато-серым мазком вдоль переднего края, жёлтым клиновидным мазком с наружной стороны срединной ячейки, ограниченным снизу продольным темно-коричневым штрихом и двумя серебристо-белыми пятнами, или замещающими их кирпично-красными мазками, у корня крыла, отделенными друг от друга широким косым штрихом. Задние крылья песочно-серого цвета, одного цвета с брюшком.
Брюшко стройное, удлинённое, с раздвоенной кисточкой на вершине.

## Ареал
Южный Китай (Юньнань), Корейский полуостров, Япония. В России встречается на юге Приморского края. Представлена на территории России несколькими локальными популяциями, известна по единичным экземплярам.

## Местообитания
В России встречается в зоне чёрнопихтово-широколиственных лесов. Обитает преимущественно в осветленных древостоях, в том числе в изреженных дубняках с подлеском из леспедецы двухцветной (Lespedeza bicolor). Вероятно, чрезвычайно требовательна к условиям термо- и гигрорежима — избегает сухие дубняки на южных склонах и широкие открытые пространства, занятые кустарниковыми зарослями.

## Время лёта
Июль. Летит на свет.

## Размножение
В Японии гусеницы питаются на леспедице двухцветной. Зимует куколка. Пищевые связи и жизненный цикл вида на территории России не изучены.

## Численность
Основные лимитирующие факторы — специфические особенности биологии и экологии вида, в частности узкая избирательность к условиям среды.

## Замечания по охране
Занесен в Красную Книгу России (I категория — находящийся под угрозой исчезновения вид). Охраняется в заповедниках Кедровая падь, Уссурийский и Лазовский.